# Lepajan
Lepajan is een geslacht van spinnen uit de  familie van de Anyphaenidae (buisspinnen).

## Soorten
- Lepajan edwardsi Brescovit, 1997
- Lepajan montanus (Chickering, 1940)